# International Trail Running Association
Die International Trail Running Association (internationaler Traillaufverband, kurz ITRA) ist ein internationaler Sportverband, der sich der weltweiten Förderung und Entwicklung des Landschaftslaufes (Traillauf) widmet. Er wurde 2013 gegründet.

## Zielsetzungen
Die selbstgesteckten Aufgabengebiete der ITRA sind:
- Werbung für und Weiterentwicklung des Landschaftslaufes
- Vernetzung der Trailrunningzusammenschlüsse mit nationalen und internationalen Verbänden
- Förderung ethischer Grundsätze
- Meisterschaften und Wettkämpfe auf nationaler, kontinentaler und globaler Ebene
- Sicherheit für Teilnehmer und Organisationsqualität
- Definition von Landschaftsläufen
- Gesundheitsfragen und Anti-Doping
- Umweltschutz und Nachhaltigkeit

## Geschichte
Die erste internationale Trailrunningkonferenz wurde am 3. September 2012 in Courmayeur (Italien) mit mehr als 150 Delegierten (Laufveranstaltern, Herstellern, Journalisten, Verbandsfunktionären, Trainern und Spitzensportlern) aus weltweit 18 Nationen abgehalten. Die Arbeitsergebnisse ermöglichten die Gründung eines weltweiten Verbandes, und im Juli 2013 wurde die International Trail-Running Association (ITRA) gegründet.
Die erste Generalversammlung wurde am 3. März 2015 in Paris abgehalten. Die ITRA zielte darauf ab der internationale Ansprechpartner im Trailrunning zu werden und hoffte, dass der Weltleichtathletikverband (IAAF, jetzt World Athletics) den Landschaftslauf als eigenständige Disziplin und die ITRA als Interessenvertretung anerkennt. Die IAAF nahm 2015 auf ihrem Kongress in Peking Trailrunning als Disziplin auf.

## Veranstaltungen
Seit 2016 ist die ITRA an der Organisation der IAU Trail World Championships beteiligt.